# Claro (udde)
Claro är en udde i Antarktis. Den ligger i Västantarktis. Argentina, Chile och Storbritannien gör anspråk på området.
Terrängen inåt land är platt söderut, men söderut är den kuperad. Havet är nära Claro norrut. Trakten är obefolkad. Det finns inga samhällen i närheten. 